# Christian I. (Sachsen)

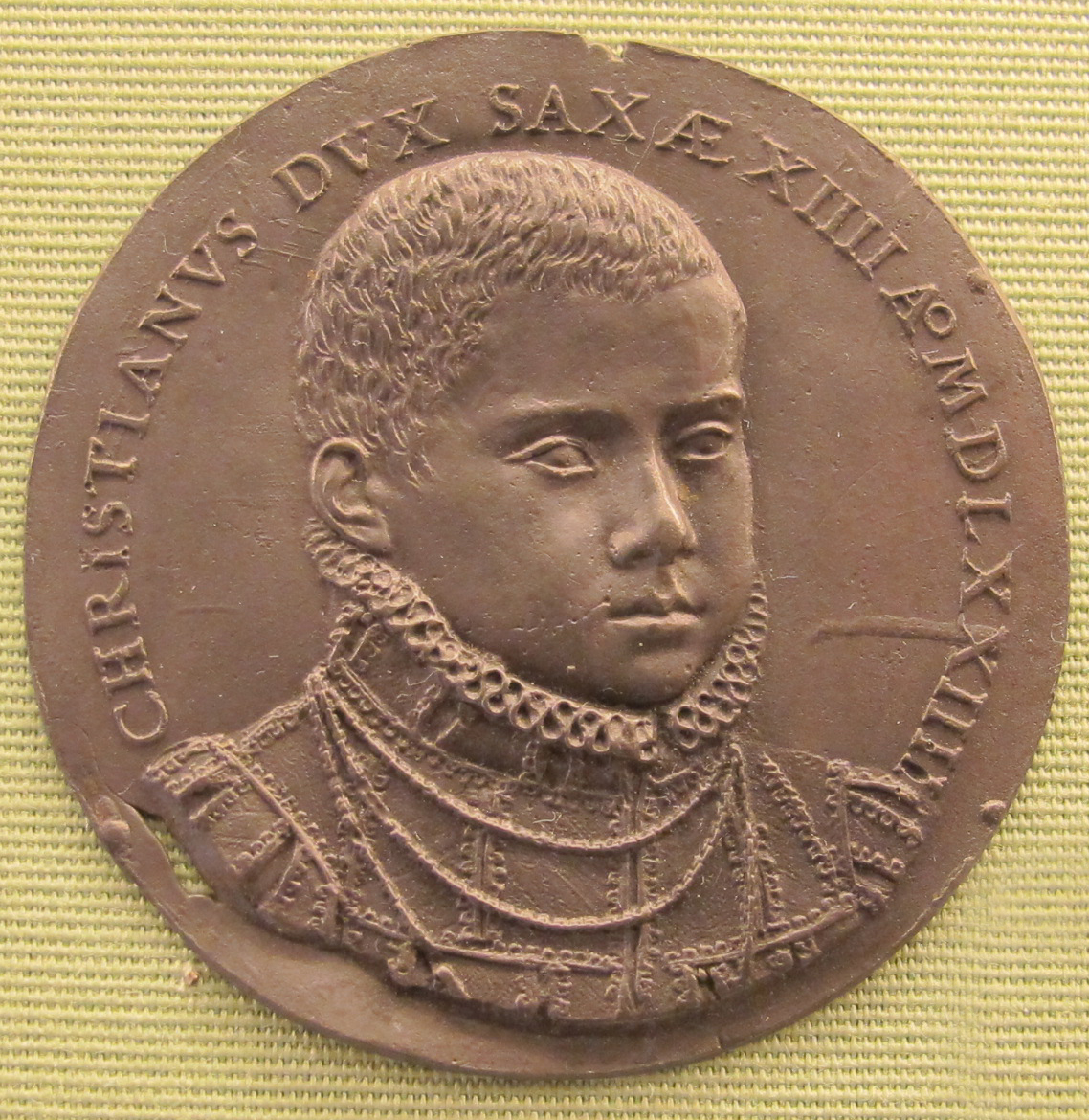
Darstellung Christians auf einer Medaille von 1574

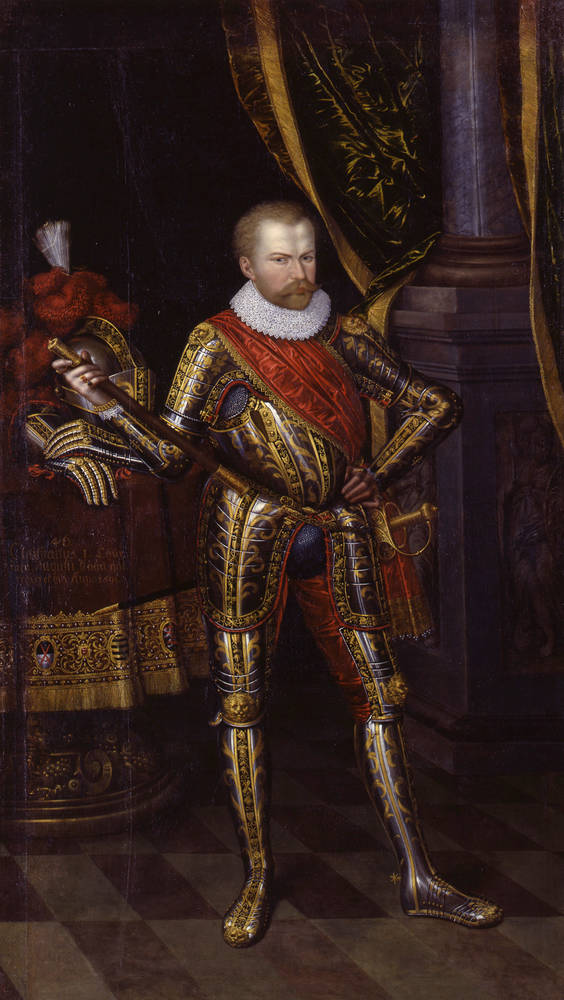
Christian I. im Harnisch

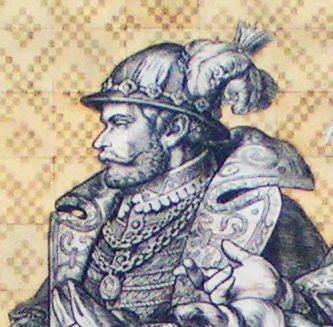
Christian I. - Ausschnitt aus dem Dresdner Fürstenzug

Christian I. (* 29. Oktober 1560 in Dresden; † 25. September 1591 ebenda) aus der albertinischen Linie der Wettiner war seit 1586 Kurfürst von Sachsen.

## Leben
Christian war ein Sohn des Kurfürsten August von Sachsen (1526–1586) aus dessen Ehe mit Anna (1532–1585), Tochter des Königs Christian III. von Dänemark. Nach dem Tod seines älteren Bruders Alexander 1565 wurde Christian Kurprinz, er überlebte als einziger seiner neun Brüder seinen Vater. Zeitzeugen beschrieben ihn als begabt, aber auch teils introvertiert und dem Alkohol zugetan. 
Christian wurde unter anderem durch den neapolitanischen Reitlehrer Carlo Theti und den Calvinisten Christian Schütz ausgebildet und schon frühzeitig in die Regierungsarbeit seines Vaters eingebunden. 
Christian sprach italienisch und war ein Adept der neuen, aus Neapel eingeführten Reitkunst.
Nach dem Tod seines Vaters und der Übernahme der Regierung 1586 versuchte Christian, die religiösen Streitigkeiten einzudämmen, wurde dafür jedoch heftig angefeindet. Er sah sich als neuer Marcus Curtius, jener Römer, der sich für sein Land aufopferte. Die Figur wurde sein leitbild und er liess sich auch einmal betrunken von seinen Freunden auf einen Berg tragen, um von oben aus mit seinem Pferd im vollen Galopp den Abhang hinunterzujagen.
Die Auseinandersetzung zwischen lutherischer Orthodoxie und dem an Melanchthon anlehnenden Philippismus, der während der Regierungszeit seiner Eltern geherrscht hatte, war Christian zuwider. Schon 1585 als Mitregent seines Vaters erließ er ein Gesetz gegen das Theologengezänk. Auch die von seinem Vater veranlasste Konkordienformel lehnte er ab. 1587 berief Christian Johann Salmuth als Hofprediger nach Dresden, der unter anderem den Exorzismus bei der Taufe abschaffte. Hierbei zeigte sich Christians Berater und einflussreicher Kanzler Nikolaus Krell federführend, der Sachsen an den Calvinismus annäherte, ohne allerdings offiziell die Konfession zu wechseln. Gegen diesen Kryptocalvinismus erhob sich erheblicher Widerstand, getragen, unter anderem von Christians Frau Sophie von Brandenburg.
Innenpolitisch machte Krells Einfluss sich geltend in der Beschneidung der Machtbefugnisse des Geheimen Rates und der Landstände in den Regierungsangelegenheiten. Außenpolitisch war Christian von seinem Schwager Johann Kasimir von Simmern beeinflusst. Er ließ sich davon überzeugen, dass seine Schwester, Johann Kasimirs Frau Elisabeth, ein Mordkomplott gegen ihren Gatten geplant hatte (was durchaus der Fall gewesen sein kann). Mit Johann Kasimir schloss Christian ein evangelisches Schutzbündnis und unterstützte die Protestanten in Frankreich. Den Oberbefehl über ein zu entsendendes Hilfsheer lehnte Christian allerdings ab.
Christians Hof galt nach Aussagen von Zeitzeugen als fioritissima – außerordentlich prunkvoll. Ab 1586 ließ er einen gewaltigen kurfürstlichen Stall für 128 Pferde errichten, der nach dem italienischem Vorbild des Palazzo Té innen und außen reich bemalt war. Mit seiner Ausstattung aus Gemälden, Figurinen, Prunkwaffen und eigens für ihn erworbenen Reitkunstpferden sowie der Möglichkeit der öffentlichen Besichtigung wurde das Gebäude zum ersten Museum der Neuzeit. Der vorgelagerte Stallhof diente zugleich als Reit- und Ringstechplatz.
Unter Christians Herrschaft  wurde auch Königstein als Festung ausgebaut und das Gestüt Kalkreuth gegründet. Er wollte dort neue Reitkunstpferde züchten lassen, verstarb jedoch zu früh. 
Die erste Vermessung Kursachsens, die Erste kursächsische Landesaufnahme durch den Markscheider Matthias Oeder, die 1586 unter seinem Vater begonnen wurde, wurde unter Christians Regentschaft  fortgesetzt. Nach Oeders Tod 1614 wurde das Werk von Balthasar Zimmermann bis 1633 fortgesetzt und weitestgehend vollendet.

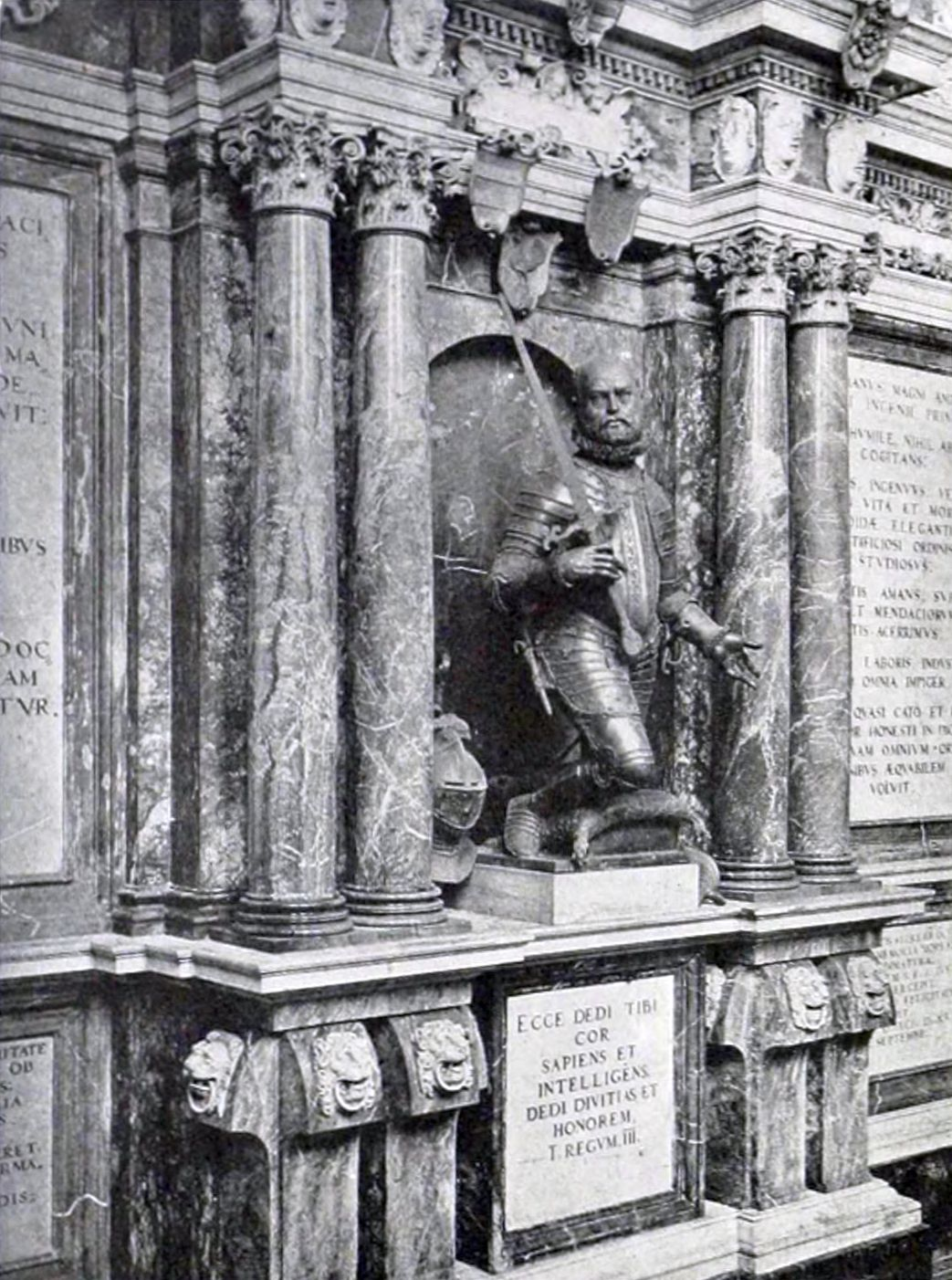
Grab Christians im Freiberger Dom (um 1910)

Christian starb nach einem längeren Magen- und Darmleiden, möglicherweise vergiftet durch seine Ehefrau Sophie, mit erst dreißig Jahren in Dresden. Der Kurfürst wurde im Freiberger Dom bestattet.
Der älteste Sohn, Kurprinz Christian, war bei seinem Tod kaum acht Jahre alt. Der in der Münzstätte Dresden geprägte Dreibrüdertaler zeigt die drei jungen Prinzen unter der Vormundschaft Friedrich Wilhelm zu Sachsen in Weimar und Altenburg
Der Wahlspruch Christians war: „Fide sed vide“ – „Trau, aber schau“ oder „Trau, schau, wem“.

## Ehe und Nachkommen
Am 25. April 1582 heiratete Christian in Dresden Sophie (1568–1622), Tochter des Kurfürsten Johann Georg von Brandenburg, mit der er folgende Kinder hatte:
- Christian II. (1583–1611), Kurfürst von Sachsen

⚭ 1602 Prinzessin Hedwig von Dänemark (1581–1641)
- Johann Georg I. (1585–1656), Kurfürst von Sachsen

⚭ 1604 Prinzessin Sibylla Elisabeth von Württemberg (1584–1606)
⚭ 1607 Prinzessin Magdalena Sibylle von Preußen (1586–1659)
- Anna Sabine (*/† 1586)
- Sophie (1587–1635)

⚭ 1610 Herzog Franz I. von Pommern-Stettin (1577–1620)
- Elisabeth (1588–1589)
- August (1589–1615)

⚭ 1612 Prinzessin Elisabeth von Braunschweig-Wolfenbüttel (1593–1650)
- Dorothea (1591–1617), Äbtissin von Quedlinburg

## Vorfahren
| Ahnentafel Christian I. von Sachsen | Ahnentafel Christian I. von Sachsen                                                | Ahnentafel Christian I. von Sachsen                                                | Ahnentafel Christian I. von Sachsen                                                        | Ahnentafel Christian I. von Sachsen                                                     | Ahnentafel Christian I. von Sachsen                                                | Ahnentafel Christian I. von Sachsen                                                         | Ahnentafel Christian I. von Sachsen                                                                           | Ahnentafel Christian I. von Sachsen                                                                           |
| ----------------------------------- | ---------------------------------------------------------------------------------- | ---------------------------------------------------------------------------------- | ------------------------------------------------------------------------------------------ | --------------------------------------------------------------------------------------- | ---------------------------------------------------------------------------------- | ------------------------------------------------------------------------------------------- | --- | --- |
| Ururgroßeltern                      | Kurfürst Friedrich II. (1412–1464) ⚭ 1431 Margaretha von Österreich (1416–1486)    | König Georg von Podiebrad (1420–1471) ⚭ 1441 Kunigunde von Sternberg (1425–1449)   | Herzog Heinrich IV. zu Mecklenburg (1417–1477) ⚭ 1432 Dorothea von Brandenburg (1420–1491) | Erichs II. von Pommern-Wolgast (1425–1474) ⚭ 1451 Sophia von Pommern-Stolp (~1435–1497) | König Christian I. (1426–1481) ⚭ 1449 Dorothea von Brandenburg (1430–1495)         | Kurfürst Johann Cicero von Brandenburg (1455–1499) ⚭ 1476 Margarete von Sachsen (1449–1501) | Johann IV. von Sachsen-Lauenburg (1439–1507) ⚭ 1464 Dorothea von Brandenburg (1446–1519)                      | Heinrich I. von Braunschweig-Wolfenbüttel (1463–1514) ⚭ 1486 Katharina von Pommern († 1526)                   |
| Urgroßeltern                        | Herzog Albrecht der Beherzte (1443–1500) ⚭ 1464 Sidonie von Böhmen (1449–1510)     | Herzog Albrecht der Beherzte (1443–1500) ⚭ 1464 Sidonie von Böhmen (1449–1510)     | Herzog Magnus II. (1441–1503) ⚭ 1478 Sophie von Pommern (1460–1504)                        | Herzog Magnus II. (1441–1503) ⚭ 1478 Sophie von Pommern (1460–1504)                     | König Friedrich I. (1471–1533) ⚭ 1502 Anna von Brandenburg (1487–1514)             | König Friedrich I. (1471–1533) ⚭ 1502 Anna von Brandenburg (1487–1514)                      | Herzog Magnus I. von Sachsen-Lauenburg (1470–1543) ⚭ 1509 Katharina von Braunschweig-Wolfenbüttel (1488–1563) | Herzog Magnus I. von Sachsen-Lauenburg (1470–1543) ⚭ 1509 Katharina von Braunschweig-Wolfenbüttel (1488–1563) |
| Großeltern                          | Herzog Heinrich der Fromme (1473–1541) ⚭ 1512 Katharina zu Mecklenburg (1487–1561) | Herzog Heinrich der Fromme (1473–1541) ⚭ 1512 Katharina zu Mecklenburg (1487–1561) | Herzog Heinrich der Fromme (1473–1541) ⚭ 1512 Katharina zu Mecklenburg (1487–1561)         | Herzog Heinrich der Fromme (1473–1541) ⚭ 1512 Katharina zu Mecklenburg (1487–1561)      | König Christian III. (1503–1559) ⚭ 1525 Dorothea von Sachsen-Lauenburg (1511–1571) | König Christian III. (1503–1559) ⚭ 1525 Dorothea von Sachsen-Lauenburg (1511–1571)          | König Christian III. (1503–1559) ⚭ 1525 Dorothea von Sachsen-Lauenburg (1511–1571)                            | König Christian III. (1503–1559) ⚭ 1525 Dorothea von Sachsen-Lauenburg (1511–1571)                            |
| Eltern                              | Kurfürst August von Sachsen (1526–1586) ⚭ 1548 Anna von Dänemark (1532–1585)       | Kurfürst August von Sachsen (1526–1586) ⚭ 1548 Anna von Dänemark (1532–1585)       | Kurfürst August von Sachsen (1526–1586) ⚭ 1548 Anna von Dänemark (1532–1585)               | Kurfürst August von Sachsen (1526–1586) ⚭ 1548 Anna von Dänemark (1532–1585)            | Kurfürst August von Sachsen (1526–1586) ⚭ 1548 Anna von Dänemark (1532–1585)       | Kurfürst August von Sachsen (1526–1586) ⚭ 1548 Anna von Dänemark (1532–1585)                | Kurfürst August von Sachsen (1526–1586) ⚭ 1548 Anna von Dänemark (1532–1585)                                  | Kurfürst August von Sachsen (1526–1586) ⚭ 1548 Anna von Dänemark (1532–1585)                                  |
| Christian I. von Sachsen            |                                                                                    |                                                                                    |                                                                                            |                                                                                         |                                                                                    |                                                                                             | | |